# La Bella (Palma il Vecchio)
La Bella  è un dipinto olio su tela eseguito nel 1518-1520 da Jacopo Palma il Vecchio e conservato nella sala n. 7 del Museo Thyssen-Bornemisza di Madrid.

## Storia e descrizione
Palma il Vecchio, è l'artista considerato colui che ha esportato l'arte rinascimentale veneziana fuori dal territorio, proponendo opere eseguite dai migliori artisti come Tiziano Vecellio, e proprio a questi fu inizialmente assegnato il dipinto avendo caratteristiche vicine al Amor sacro e amor profano conservato a Roma nella pinacoteca della Galleria Borghese. Era infatti inizialmente conosciuto come La Bella de Tiziano quando si trovava presso la collezione romana Sciarra-Colonna.
Il dipinto fu poi esposto nel castello Ferieres dal barone Ermond de Rothschild dove rimase fino alla metà del Novecento quando fu alienato a Guy de Rotchschild e esposto alla Villa Favorita.
Nelle sue raffigurazioni femminili, l'artista, aveva la caratteristica di raffigurare donne fiorenti, dalle forme morbide con il colorito florido che dava a loro un aspetto sano. Anche questa opera mantiene le medesime caratteristiche. L'ampiezza dell'abito accentua le forme importanti come importante è l'abito stesso nella ricerca di raffigurarne ogni dettaglio, indicando quindi la nobiltà della donna dipinta, ed è forse il lavoro dell'artista migliore.
La giovane donna è raffigurata a mezzo busto rivolta a destra e inserita in un ambiente non illuminato dove s'intravede un'architettura muraria a destra non ben definita, mentre sul parte inferiore sinistra vi è rafgigurata una struttura in blocchi di pietra che si sviluppano su più piani che sono la  struttura a cui la donna si appoggia, tenendo la mano sinistra in un portaoggetti di preziosi. Sulle pietre è ben visibile la scritta: A M B N D. lo sguardo della donna è fisso sull'osservatore. L'incarnato è illuminato e bel definisce con dolci sfumature, i tratti del viso e della testa, nonché il pallore delle spalle scoperte. Gli abiti dai colori accesi, sono da contrasto con la carnagione. Il bianco della sottoveste illumina maggiormente lo scollo e contrasta con il rosso dell'ampio mantello e il blu del risvolto delle maniche, che terminano con la sottoveste che pare sfuggire dalle ampie e morbide vesti. Le maniche, che escono dal mantello bicolore sono a sbuffo, e a strisce rosse e bianche. Con la mano destra, la giovane si accarezza i capelli, allusione alla vanità, i dipinti infatti raffiguranti giovani donne avvenenti, che seppur dovevano avvicinarsi alle nobili donne veneziane, dovevano comunicare anche sensualità. Il tutto a manifestare la nobiltà e eleganza del soggetto dipinto. Situazioni che l'artista riprende da raffigurazioni di Tiziano.

### Esposizioni
- 2015 - Palma il Vecchio. Lo sguardo della bellezza, Bergamo.[3]